# Mispila assamensis
Mispila assamensis är en skalbaggsart som beskrevs av Stefan von Breuning 1938. Mispila assamensis ingår i släktet Mispila och familjen långhorningar. Inga underarter finns listade i Catalogue of Life.